# Xitang

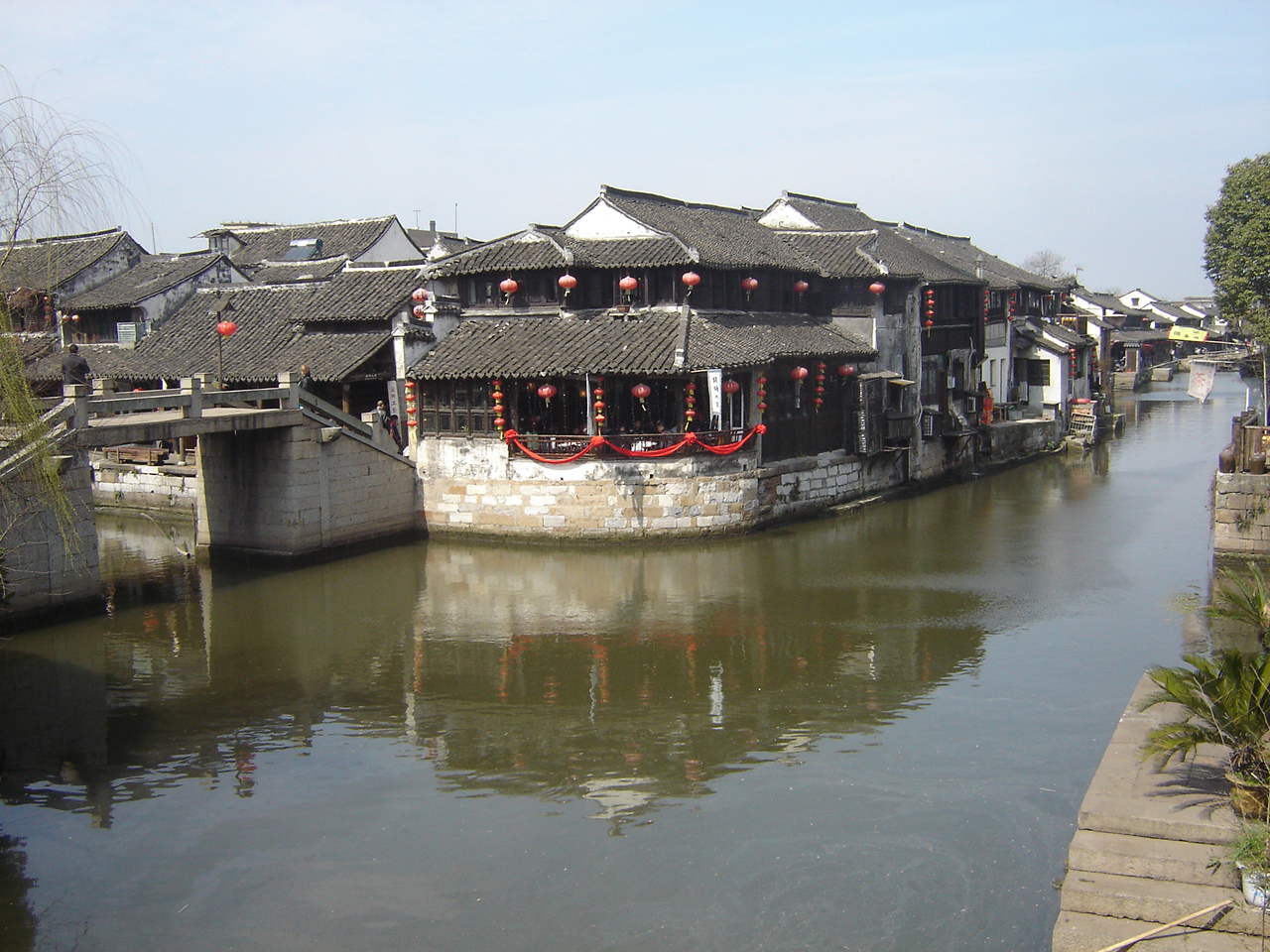
Xitang

Xitang (chinesisch 西塘镇, Pinyin Xītáng Zhèn) ist eine Großgemeinde im Kreis Jiashan der bezirksfreien Stadt Jiaxing der südchinesischen Provinz Zhejiang. Die alte „Wasserstadt“ befindet sich im Jangtse-Delta und liegt etwa 140 Kilometer südwestlich von Shanghai entfernt. Die neun Kanäle, die Xitang durchqueren, teilen die „Wasserstadt“ in acht Sektoren, welche durch 104 Brücken miteinander verbunden sind. Die Kanäle bilden das Transportsystem der Großgemeinde. Das Verwaltungsgebiet von Xitang hat eine Fläche von 82,92 km² und rund 91.600 Einwohner (Ende 2010, inklusive der nicht mit Wohnsitz gemeldeten „Aufenthaltsbevölkerung“ von etwa 34.000 Menschen). Xitang gehört zu den berühmten Sechs alten Großgemeinden Jiangnans (江南六大古镇).

## Administrative Gliederung
Xitang setzt sich aus vier Einwohnergemeinschaften und 18 Dörfern zusammen. Diese sind:
| Einwohnergemeinschaft Xiyuan (西园社区), Sitz der Gemeinderegierung; Einwohnergemeinschaft Chaonandai (朝南埭社区); Einwohnergemeinschaft Tangdong (塘东社区); Einwohnergemeinschaft Xijie (西街社区); Dorf Cuinan (翠南村); Dorf Dashun (大舜村); Dorf Didian (地甸村); Dorf Dizhao (荻沼村); Dorf Donghui (东汇村); Dorf Hanshang (邗上村); Dorf Hechi (荷池村); | Dorf Hongling (红菱村); Dorf Hualian (华联村); Dorf Jinming (金明村); Dorf Limiao (礼庙村); Dorf Qiandun (茜墩村); Dorf Shendao (沈道村); Dorf Xiadianmiao (下甸庙村); Dorf Xingjian (星建村); Dorf Xinsheng (新胜村); Dorf Yaque (鸦鹊村); Dorf Zhonghu (钟葫村). |

## Geschichte
Erbaut wurde Xitang nach dem Vorbild anderer Großgemeinden, wie z. B. Nanxun und Wuzhen mit seinem Museumsdorf Wuzhen Xizha. Die zahlreichen Gassen und die alten Häuser gehen auf die Dynastien Ming (1368–1644) und Qing (1644–1911) zurück.

## Wirtschaft

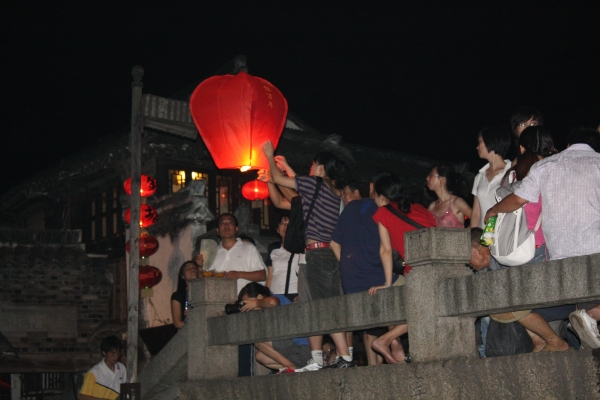
Touristen lassen eine Himmelslaterne steigen

Der Tourismus bildet eine der wichtigsten Einnahmequellen der Stadt. Hauptsächlich besuchen Chinesen das Viertel mit seinen Kanälen, auf denen Bootsfahrten angeboten werden. Nachts werden die Kanäle mit Laternen beleuchtet, es werden traditionelle Musikstücke aufgeführt und die Touristen lassen kleine Boote mit Kerzen zu Wasser oder Himmelslaternen steigen.

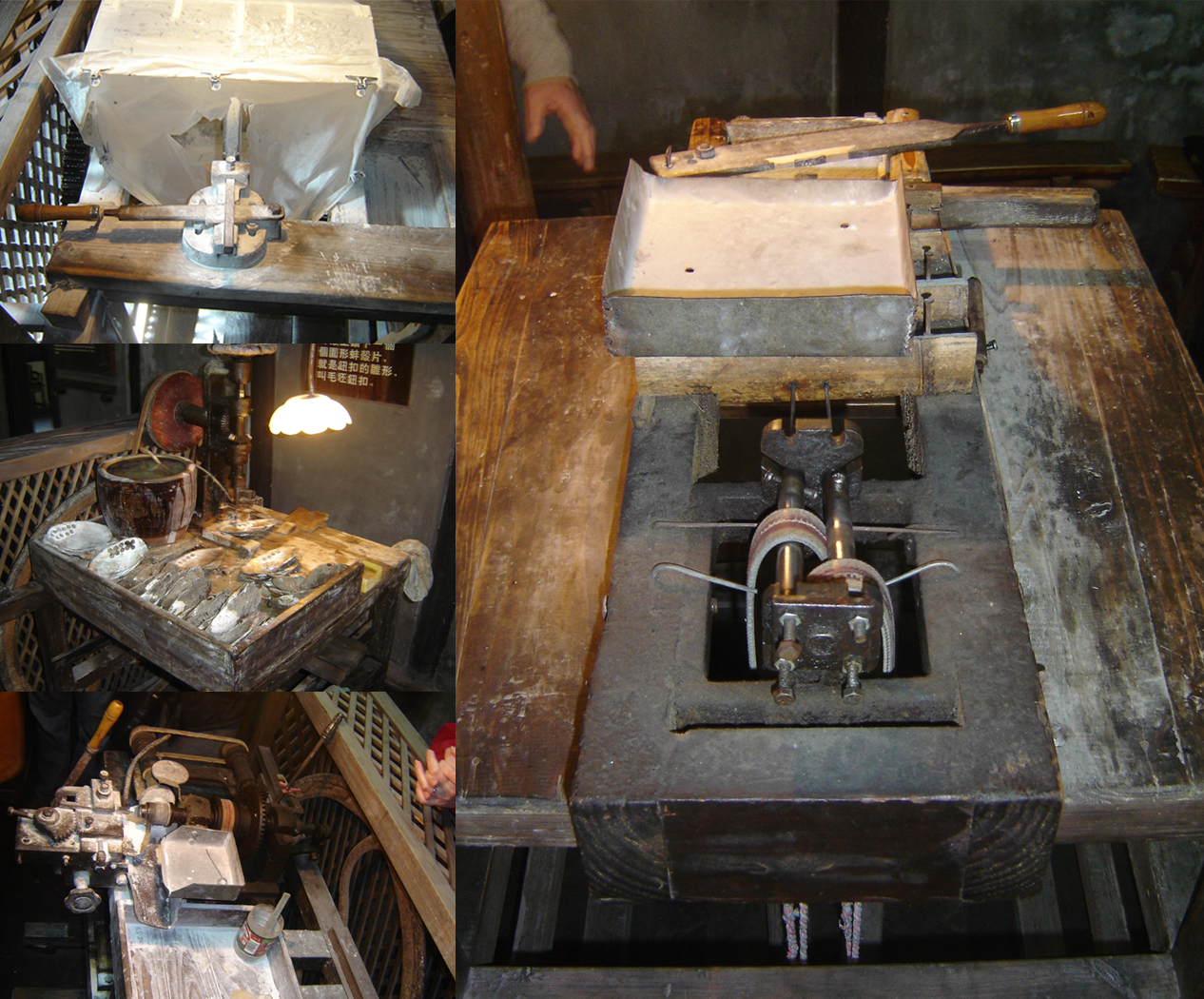
Maschinen in der Knopffabrik

Daneben basiert Xitangs Wirtschaft hauptsächlich auf dem Handwerk, obwohl hier weniger Handwerker ansässig sind als in Wuzhen.
Unter anderem gibt es eine Fabrik, in der Knöpfe für Textilien noch von Hand hergestellt werden. Diese Knopffabrik ist für den Publikumsverkehr zugänglich. Deshalb können Touristen den Handwerkern bei der Herstellung der Knöpfe zuschauen.
Auf den Kanälen wird auch Kormoranfischerei betrieben.

## Trivia
Im November 2005 wurden in Xitang einige Szenen des amerikanischen Films „Mission: Impossible III“ gedreht.